# فردگوند
فردگوند یا فردگوندا (به [ Fredegundis، به فرانسوی: Frédégonde] Error: {{Lang-xx}}: متن دارای نشانه‌گذاری ایتالیک است (راهنما)) (مرگ ۸ دسامبر ۵۹۷) همسر و ملکه مقتدر شیلپریک یکم، پادشاه فرانکی سوآسون از دودمان مروونژی‌ها، همچنین مادر و نایب السلطنه نیرومند کلوتار دوم پادشاه همه فرانک ها بود.

## زندگی‌نامه
فردگوند دختر دهقانانی بسیار زیاد فقیر در نزدیکی موندیدیه در پیکاردی بود که از سنین بسیار پایین به خدمت اودوورا، نخستین ملکه و همسر شیلپریک، درآمد و جزو خدمتکاران او شد. فردگوند دختری بسیار زیبا، جذاب، زبردست، عاقل، جسور، بلندپرواز و بشدت بی رحم و قاتل بود و دیری نپایید که توجه پادشاه به او جلب و احساساتش کاملاً برانگیخته‌شد. شیلپریک با وسوسهٔ‌ها و دسیسه‌چینی‌های فردگوند از همسرش اودوورا جدا شده و او را به صومعه‌ای فرستاد و بعد از چند سال او را به قتل رساند، اما پس از این کار به‌جای ازدواج با فردگوند، در سال ۵۶۷ با گالسوینتا ازدواج نمود. گالسوینتا خواهر برونهیلدا، ملکهٔ اوسترازیا و همسر سیگبرت یکم، برادر ناتنی شیلپریک، بود که مدتی پس از ازدواجش در همان سال درگذشت. او را یا خود فردگوند یا شیلپریک با تحریک و وسوسه فردگوند خفه کرده‌بودند. شیلپریک سپس تنها چند روز پس از مرگ دومین همسرش با فردگوند ازدواج نمود. از سوی دیگر مرگ گاسوینتا موجب خشم بونهیلدا و بروز خصومتی شدید میان او و فردگوند گردید و دشمنی بین دو خانواده ۴۵ سال ادامه یافت.

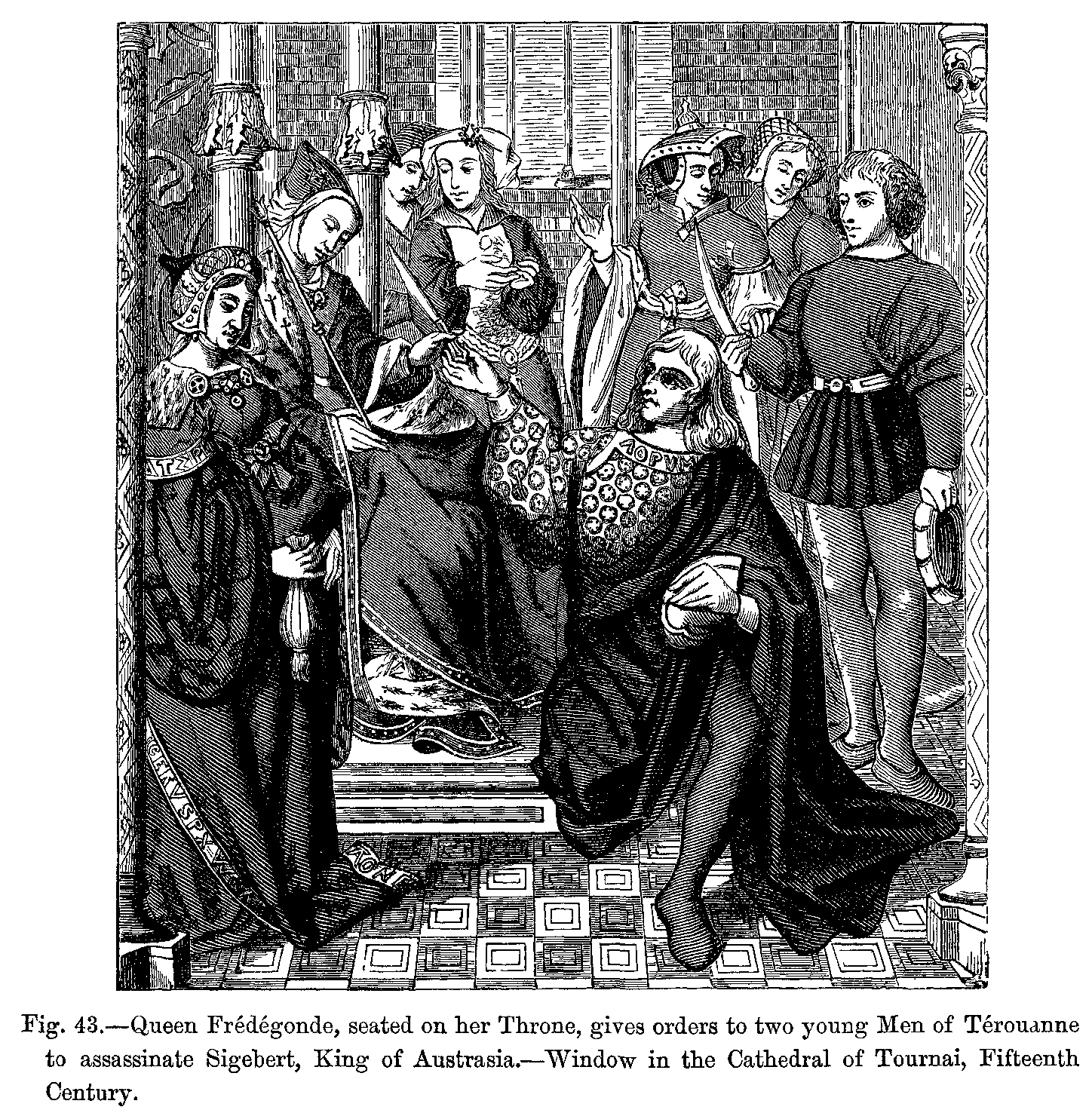
فردگوند از تختگاه خود فرمان قتل برادرشوهر ناتنی اش سیگبرت یکم را در سال ۵۷۵ میلادی به دو مرد جوان می‌دهد. گراورسازیشده از روی طرح یکی از پنجره‌های کلیسای جامع تورنه متعلق به سدهٔ پانزدهم

فردگوند در طول ۱۶ سال ملکه بودن در اداره کلیه امور کشور از قدرت پشت پرده‌ای استفاده می‌کرد و در اداره نوستریا به شوهرش کمک می‌کرد، او که نفوذی نیرومند و ویرانگر بر شوهرش شیلپریک و پادشاهی او داشت، و شاه را به راحتی مجبور نمود تا جنگی را علیه اوسترازیا آغاز نماید و در این جنگ طولانی او در غیاب شوهرش به‌طور مستقل عمل کرد و اداره نوستریا را به تنهایی در دست داشت. در این جنگ طولانی اوایل با پیروزی سیگبرت یکم، پادشاه اوسترازیا و شکست شیلپریک به‌پایان رسید. اما پادشاه پیروز در سال ۵۷۵ و با دسیسه‌چینی فردگوند به‌قتل رسید و بعد از مرگ او فردگوند شوهر خود را تحریک کرد که سرزمین‌های از دست رفته را پس بگیرد و از مخفیگاه خود خارج شود.
فردگوند همچنین برای کشتن گونترام (برادر شوهر خود و پادشاه بورگوندی)، همچنین شیلدبرت دوم (پسر سیگبرت) و برونهیلدا چندین بار تلاش نمود، فردگوند برای اینکه از شک سربازان به نفوذ او بر تمام تصمیمات شاه جلوگیری کند، شوهرش را وادار کرد که در مدت کوتاهی به جای اینکه با امضای خودش فرمانهای حکومتی را صادر کند از امضای مشاوران و وزرا استفاده کند. او همچنین به‌منظور بر تخت‌نشاندن فرزندان خود با شرارت به مبارزه با پسران شیلپریک از همسر اولش پرداخت و هر سه پسر به‌نام‌های تئودبرت، مرویش و کلوویس سرانجامی جز بدبختی و مرگ نیافتند، آنها را به دستور شیلپریک به تحریک فردگوند با دورغ برای کودتا بر زده شاه به زندان انداختن و بعد زیر شکنجه‌ها بی هیچ دلیلی به قتل رساندند. با وجود این که تمام فرزندان شاه از زنان دیگر حذف شده بودند، اما نخستین پسر فردگوند به نام تیری کمی پس از تولد جان باخت و او که گمان می‌برد فرزندش را افسون کرده‌بودند، فرمان به شکنجهٔ ۴۰ تن از زنانی داد که به جادوگری متهمشان ساخته‌بود و آنها به‌طور غیرانسانی به قتل رسیدند، او همچنین دختر خود ریگوند را بخاطر توهین به خودش با این حرف که "من به عنوان دختر پادشاه از مادرم می توانم بالاتر باشم زیرا که اون در گذشته یک برده فقیر بود و من از تولد شاهزاده" بعد از این حرف فردگوند می خواست به طرز وحشتناکی با دستان خود او را به قتل برساند اما در آن ناکام ماند. همچین سه تن از فرزندان پسر فردگوند نیز در کودکی مرد تا آنکه چهارمین پسر او به‌نام کلوتار زنده ماند تا بعدتر با دسیسه فردگوند به عنوان کلوتار دوم بر تخت پادشاهی نشیند.
اما هنوز چند روز از تولد سومین پسر فردگوند در سال ۵۸۴ نگذشته بود که این بار خود شیلپریک به‌طرز مشکوکی به‌قتل رسید. فردگوند نخست به همدستی در قتل پادشاه متهم شد اما چون با مرگ شیلپریک او نیز حامی اصلی خود را از دست می‌داد احتمال دست‌داشتن ملکه در این ترور کم‌رنگ گردید، طبق گفته روایت گرگوریوس، شیلپریک در ۵۸۴ احتمالا به دست یکی از مأموران برونهیلدا، به ضرب دشنه کشته شد. پسر کوچکش کلوتار دوم به تخت نشست، و به جای او فردگوند با مهارت، تزویر، و قساوت بی اندازه مردانه در زمان خود بر نوستریا سلطنت کرد. حتی فردگوند برای این که قاتل شوهرش را بکشد کشیش جوانی را برای کشتن برونهیلدا فرستاد؛ وقتی آن کشیش ناکام بازگشت، فردگوند فرمان داد تا دست و پایش را کاملا ببرند و او را در بین مردم بگردانند.
در اوایل پس از مرگ شیلپریک، فردگوند که احساس میکرد جان او و پسرش در خطر هست تمامی گنجینه‌ها، پول و جواهرات فوق‌العاده باارزش او را برداشت و همراه با پسر سه‌ماه‌اش کلوتار در کلیسای جامع پاریس پناه جست. او از گونترام، پادشاه بورگوندی درخواست کمک نمود و او تا هنگام مرگش در سال ۵۹۲، فردگوند و فرزندش را تحت حمایت خود گرفت و از کلوتار در برابر دیگر برادرزاده‌اش شیلدبرت، پادشاه اوسترازیا محافظت نمود. فردگوند از تاریخ مرگ شوهرش تا هنگام مرگ خودش، تمام قدرت‌های حاکم را به مدت ۱۳ سال به تنهایی در دست داشت و به ادارهٔ نوستریا شخصاً پرداخت و تمام تلاشش را به‌کار بست تا از هرگونه اتحاد میان گونترام و شیلدبرت پس از پیمان آندولو جلوگیری نماید. او حتی چندین نوبت تلاش نمود تا با استخدام و فرستادن مزدورانی مجهز به چاقوهایی سمی شیلدبرت را به‌قتل برساند.
شیلدبرت در سال ۵۹۵ با دسیسه فردگوند مسموم شد و به قتل رسید و پس از آن فردگوند به تقویت نوستریا و تضعیف اوسترازیا پرداخت. او توانست چندین شهر بسیار بزرگ و غنی را در نزدیکی پاریس و حتی خود پاریس را به تصاحب نماید و تئودبرت دوم، پسر شیلدبرت را در نبرد لافو در نزدیکی سوآسون به سختی شکست دهد و در مرزهای اوسترازیا به تاخت و تازه فراوان دست بزند و تقریباً نیمی از اوسترازیا را موفق شد به تصرف درآورد. اما فردگوند کمی پس از این پیروزی‌ها در خواب به‌طور ناگهانی مُرد و پسرش کلوتار در قدرت جانشین او شد و راه او را کاملاً ادامه داد که منجر به یکپارچگی تمامی فرانک‌ها شد.
فردگوند بی معارض زنی به‌شدت آتشین، شرور، بی‌رحم و قاتل بود، چنان‌که گرگوری توری، اسقف تور و تاریخ‌نگار هم‌عصر او نوشت: «تقریباً هیچ‌کس از نظر هیولاصفتی به‌پای او نمی‌رسد».